# Enotna lista
L’Enotna lista (en français, Liste unité - en allemand, Einheitsliste) ou EL est un parti politique qui tend à représenter la minorité slovène en Carinthie (Autriche). Elle remplace le Club des conseillers slovènes locaux (en slovène, Klub slovenskih občinskih svetnikov - en allemand, Klub der slowenischen Gemeinderäte).
Le leader actuel d'EL est Vladimir Smrtnik. Le parti est membre de l'Alliance libre européenne.

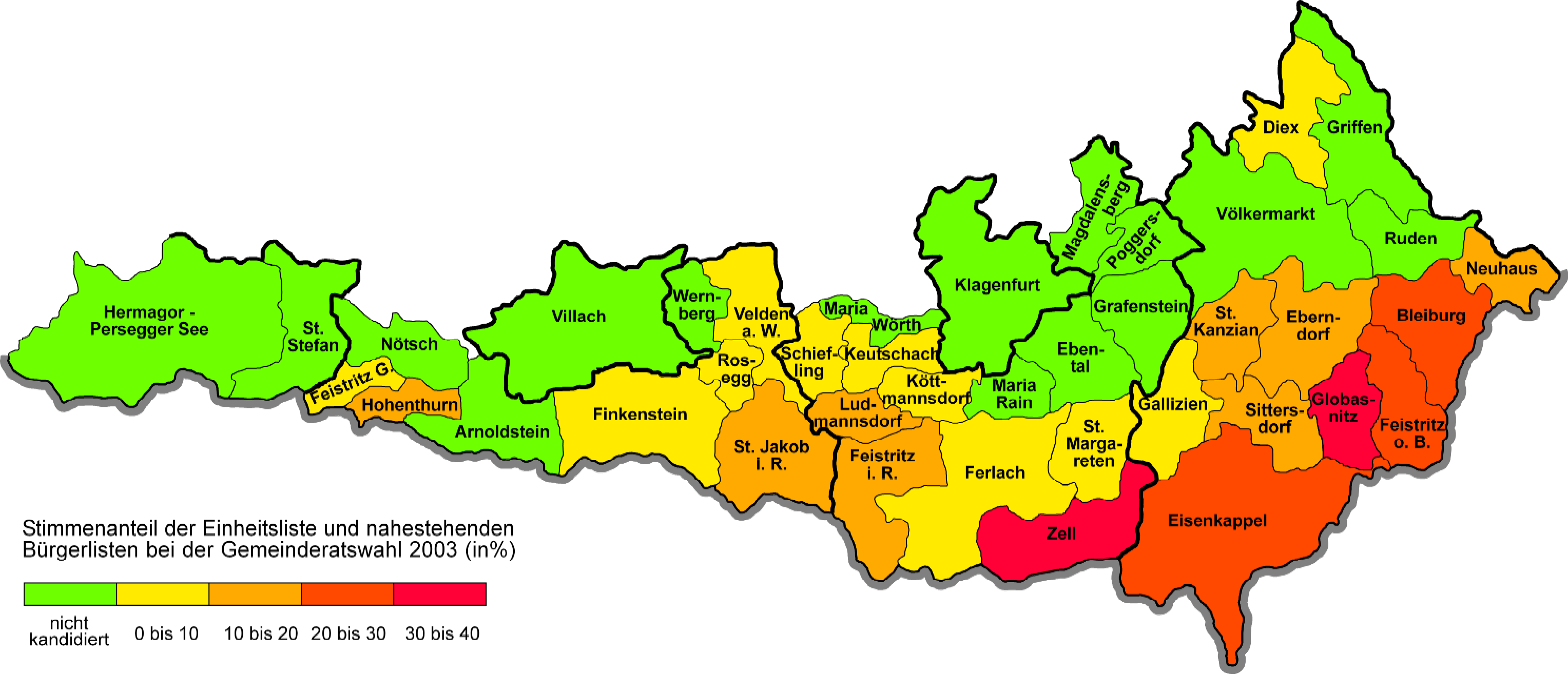
Résultat de l'élection locale de 2003 pour Enotna lista.